# Monika Kobylińska
Monika Kobylińska (geboren am 9. April 1995 in Żary) ist eine polnische Handballspielerin.

## Vereinskarriere
Kobylińska, die auf der Spielposition rechter Rückraum eingesetzt wird, lernte das Handballspiel bei Sokoła Żary und spielte bei SMS Gliwice, von wo sie im Jahr 2013 zu SMS Płock wechselte, für das sie ein Jahr auflief. Anschließend stand sie bei Arka Gdynia unter Vertrag, mit dem sie die polnische Meisterschaft 2017 sowie in den Jahren 2015 und 2016 den polnischen Pokalwettbewerb gewann. In der Spielzeit 2015/2016 war sie mit 207 Toren in 33 Einsätzen beste Torwerferin der polnischen Liga. Im Jahr 2017 wechselte Kobylińska nach Deutschland zur TuS Metzingen. Im Jahr 2019 verließ sie die TuS Metzingen ein Jahr vorzeitig und wechselte nach Frankreich zu Brest Bretagne Handball, wofür die Franzosen eine Ablösesumme zahlten. Zur Saison 2023/24 wechselte sie zum rumänischen Erstligisten CSM Bukarest. Mit Bukarest gewann sie 2024 und 2025 sowohl die rumänische Meisterschaft als auch den rumänischen Pokal. Im Sommer 2025 schloss sie sich dem Ligakonkurrenten CS Gloria 2018 Bistrița-Năsăud an.
Mit den Teams aus Gdynia, Metzingen und Brest nahm sie an europäischen Vereinswettbewerben teil.

## Auswahlmannschaften
Kobylińska spielte in Polens Nachwuchsauswahlmannschaften.
Für die polnische Nationalmannschaft lief sie erstmals am 30. Mai 2015 auf. Sie stand im Aufgebot Polens bei der Weltmeisterschaft 2015, der Europameisterschaft 2016, der Weltmeisterschaft 2017, der Weltmeisterschaft 2019, der Weltmeisterschaft 2021, der Europameisterschaft 2022 und der Weltmeisterschaft 2023.